# Copa Nadal de natació
La Copa Nadal de natació és una prova tradicional de natació que es disputa a Barcelona cada 25 de desembre, dia de Nadal. És organitzada pel Club Natació Barcelona i es disputa amb un recorregut de 200 m d'aigües obertes al Port de Barcelona, amb sortida davant del Monument a Colom, al Portal de la Pau.
La primera edició es va organitzar el 1907, cosa que en fa la prova esportiva més antiga de Barcelona i una de les més antigues d'Europa. El guanyador de la primera edició va ser Edwald Poescheke, amb un temps de 3'17". D'aleshores ençà, la prova s'ha realitzat tots els anys amb la sola excepció dels anys 1937 i 1938, que no es va poder celebrar a causa de la Guerra Civil espanyola. El 1928, les dones hi van participar per primera vegada.
La particularitat de la prova és que té lloc el dia de Nadal, en ple hivern, quan les temperatures són més baixes a Barcelona. En múltiples ocasions la prova s'ha portat a terme sota la pluja i fins i tot sota la neu. És habitual veure a molts nedadors fer la prova disfressats amb motius nadalencs. Per altra banda, la prova és de caràcter popular i d'inscripció gratuïta, i està oberta a persones de totes les edats, que competeixen en diferents categories en funció de l'edat.

## Palmarès
Daniel Serra i Guillem Pujol són els nedadors que més ocasions ha guanyat la prova, amb un total de deu victòries cadascun. seguit per Joaquím Cuadrada, Robert Queralt i Toni Correl. En categoria femenina la més llorejada ha estat Carme Soriano, amb sis victòries, seguida d'Esther Núñez, amb cinc. El rècord de la prova està en mans de Carles Ventosa des de l'any 1994, amb 1.51.05. Bàrbara Bernús va establir el 1992 la millor marca femenina, amb 2.03.89. També cal destacar que el 1994 un invident, Josep Labró, va superar per primera vegada la prova.
| Edició                                                                    | Any  | Vencedors de la prova masculina absoluta | Vencedors de la prova masculina absoluta | Vencedors de la prova masculina absoluta | Vencedores de la prova femenina absoluta | Vencedores de la prova femenina absoluta | Vencedores de la prova femenina absoluta | refs. |
| Edició                                                                    | Any  | Guanyador                                | Club                                     | Temps                                    | Guanyadora                               | Club                                     | Temps                                    | refs. |
| ------------------------------------------------------------------------- | ---- | ---------------------------------------- | ---------------------------------------- | ---------------------------------------- | ---------------------------------------- | ---------------------------------------- | ---------------------------------------- | ----- |
| I                                                                         | 1907 | Edwald Poeschke                          | CN Barcelona                             | 3.17.2                                   | No es va dispoutar                       | No es va dispoutar                       | No es va dispoutar                       |       |
| II                                                                        | 1908 | Gaston Giraud                            | CN Barcelona                             | 3.31.0                                   | No es va dispoutar                       | No es va dispoutar                       | No es va dispoutar                       |       |
| III                                                                       | 1909 | A. von der Hayden                        | CN Barcelona                             | 3.18.2                                   | No es va dispoutar                       | No es va dispoutar                       | No es va dispoutar                       |       |
| IV                                                                        | 1910 | A. von der Hayden                        | CN Barcelona                             | 3.07.0                                   | No es va dispoutar                       | No es va dispoutar                       | No es va dispoutar                       |       |
| V                                                                         | 1911 | Joaquim Cuadrada                         | CN Barcelona                             | 3.27.0                                   | No es va dispoutar                       | No es va dispoutar                       | No es va dispoutar                       |       |
| VI                                                                        | 1912 | Joaquim Cuadrada                         | CN Barcelona                             | 3.18.4                                   | No es va dispoutar                       | No es va dispoutar                       | No es va dispoutar                       |       |
| VII                                                                       | 1913 | Joaquim Cuadrada                         | CN Barcelona                             | 3.41.2                                   | No es va dispoutar                       | No es va dispoutar                       | No es va dispoutar                       |       |
| VIII                                                                      | 1914 | Ramón Berdemás                           | CN Barcelona                             | 3.32.1                                   | No es va dispoutar                       | No es va dispoutar                       | No es va dispoutar                       |       |
| IX                                                                        | 1915 | Ramón Berdemás                           | CN Barcelona                             | 3.28.0                                   | No es va dispoutar                       | No es va dispoutar                       | No es va dispoutar                       |       |
| X                                                                         | 1916 | Ramón Berdemás                           | CN Barcelona                             | 3.23.2                                   | No es va dispoutar                       | No es va dispoutar                       | No es va dispoutar                       |       |
| XI                                                                        | 1917 | Rafael Jiménez                           | CN Atlètic                               | 3.12.2                                   | No es va dispoutar                       | No es va dispoutar                       | No es va dispoutar                       |       |
| XII                                                                       | 1918 | Joaquim Cuadrada                         | CN Barcelona                             | 3.11.4                                   | No es va dispoutar                       | No es va dispoutar                       | No es va dispoutar                       |       |
| XIII                                                                      | 1919 | Joaquim Cuadrada                         | CN Barcelona                             | 2.59.4                                   | No es va dispoutar                       | No es va dispoutar                       | No es va dispoutar                       |       |
| XIV                                                                       | 1920 | Ricard Arruga                            | CN Barcelona                             | 3.18.2                                   | No es va dispoutar                       | No es va dispoutar                       | No es va dispoutar                       |       |
| XV                                                                        | 1921 | Joan Roig                                | CN Barcelona                             | 3.01.2                                   | No es va dispoutar                       | No es va dispoutar                       | No es va dispoutar                       |       |
| XVI                                                                       | 1922 | Joan Roig                                | CN Barcelona                             | 3.07.3                                   | No es va dispoutar                       | No es va dispoutar                       | No es va dispoutar                       |       |
| XVII                                                                      | 1923 | Josep M.Puig                             | CN Barcelona                             | 3.05.4                                   | No es va dispoutar                       | No es va dispoutar                       | No es va dispoutar                       |       |
| XVIII                                                                     | 1924 | Robert Mantell                           | CN Barcelona                             | 3.00.1                                   | No es va dispoutar                       | No es va dispoutar                       | No es va dispoutar                       |       |
| XIX                                                                       | 1925 | Josep Pinillo                            | CN Barcelona                             | 2.48.3                                   | No es va dispoutar                       | No es va dispoutar                       | No es va dispoutar                       |       |
| XX                                                                        | 1926 | Ricard Brull                             | CN Barcelona                             | 2.29.5                                   | No es va dispoutar                       | No es va dispoutar                       | No es va dispoutar                       |       |
| XXI                                                                       | 1927 | August Heitmann                          | CN Barcelona                             | 2.25.0                                   | No es va dispoutar                       | No es va dispoutar                       | No es va dispoutar                       |       |
| XXII                                                                      | 1928 | Joan Gamper                              | CN Barcelona                             | 2.43.7                                   | Maria Lluïsa Vigo                        | CN Barcelona                             | 3.27.0                                   |       |
| XXIII                                                                     | 1929 | Ángel Sabata                             | CN Barcelona                             | 2.44.6                                   | Mercè Bassols                            | CN Barcelona                             | 3.13.2                                   |       |
| XXIV                                                                      | 1930 | Ramon Artigas                            | CN Atlètic                               | 2.33.8                                   | Josefina Torrens                         | CN Barcelona                             | 3.11.2                                   |       |
| XXV                                                                       | 1931 | Valeriano Ruiz Vilar                     | CN Barcelona                             | 2.39.4                                   | Carme Soriano                            | CN Barcelona                             | 2.49.4                                   |       |
| XXVI                                                                      | 1932 | Màrius Swilde                            | CN Barcelona                             | 2.49.4                                   | Carme Soriano                            | CN Barcelona                             | 3.01.4                                   |       |
| XXVII                                                                     | 1933 | Jordi Carulla                            | CN Barcelona                             | 2.43.2                                   | Carme Soriano                            | CN Barcelona                             | 3.05.0                                   |       |
| XXVIII                                                                    | 1934 | Andreu Lepage                            | CN Barcelona                             | 2.25.0                                   | Carme Soriano                            | CN Barcelona                             | 2.59.1                                   |       |
| XXIX                                                                      | 1935 | Andreu Lepage                            | CN Barcelona                             | 2.27.8                                   | Carme Soriano                            | CN Barcelona                             | 2.50.5                                   |       |
| no es disputà entre 1936 i 1938 per l'esclat de la Guerra Civil espanyola |      |                                          |                                          |                                          |                                          |                                          |                                          |       |
| XXX                                                                       | 1939 | Francesc Sabater                         | CN Barcelona                             | 2.41.2                                   | Carme Soriano                            | CN Barcelona                             | 3.09.0                                   |       |
| XXXI                                                                      | 1940 | Asensio Bernal                           | CN Barcelona                             | 2.38.0                                   | Enriqueta Soriano                        | CN Barcelona                             | 3.12.0                                   |       |
| XXXII                                                                     | 1941 | Jaime Castelltort                        | CN Barcelona                             | 2.33.1                                   | Mary Bernet                              | CN Barcelona                             | 2.53.0                                   |       |
| XXXIII                                                                    | 1942 | Asensio Bernal                           | CN Barcelona                             | 2.23.5                                   | Mary Bernet                              | CN Barcelona                             | 2.42.5                                   |       |
| XXXIV                                                                     | 1943 | José Bernal                              | CN Barcelona                             | 2.30.1                                   | Mary Bernet                              | CN Barcelona                             | 3.02.3                                   |       |
| XXXV                                                                      | 1944 | Segismundo Pera                          | Real Zaragoza CT                         | 2.44.5                                   | Mary Bernet                              | CN Montjuïc                              | 3.08.2                                   |       |
| XXXVI                                                                     | 1945 | Segismundo Pera                          | CN Barcelona                             | 2.24.2                                   | Mary Bernet                              | CN Montjuïc                              | 2.55.0                                   |       |
| XXXVII                                                                    | 1946 | Jorge Herrera                            | CN Barcelona                             | 2.33.0                                   | Nuria Herrera                            | CN Barcelona                             | 3.31.0                                   |       |
| XXXVIII                                                                   | 1947 | Segismundo Pera                          | Reus Deportivo                           | 2.35.5                                   | Elena Azpilicueta                        | CN Barcelona                             | 3.10.6                                   |       |
| XXXIX                                                                     | 1948 | Roberto Queralt                          | CN Barcelona                             | 2.29.5                                   | Helena Wüst                              | CN Barcelona                             | 3.06.2                                   |       |
| XL                                                                        | 1949 | Juan Boronat                             | CN Barcelona                             | 2.34.9                                   | Helena Wüst                              | CN Barcelona                             | 3.06.8                                   |       |
| XLI                                                                       | 1950 | Roberto Queralt                          | CN Barcelona                             | 2.31.5                                   | Helena Wüst                              | CN Barcelona                             | 3.08.2                                   |       |
| XLII                                                                      | 1951 | Roberto Queralt                          | CN Barcelona                             | 2.22.5                                   | Helena Wüst                              | CN Barcelona                             | 3.07.8                                   |       |
| XLIII                                                                     | 1952 | Roberto Queralt                          | CN Barcelona                             | 2.20.2                                   | Else Herbolzheimer                       | CN Barcelona                             | 2.54.0                                   |       |
| XLIV                                                                      | 1953 | Roberto Queralt                          | CN Barcelona                             | 2.21.0                                   | Else Herbolzheimer                       | CN Barcelona                             | 2.55.4                                   |       |
| XLV                                                                       | 1954 | Armando Munté                            | CN Barcelona                             | 2.28.0                                   | Mariuca Galindo                          | CN Barcelona                             | 2.55.4                                   |       |
| XLVI                                                                      | 1955 | Armando Munté                            | CN Barcelona                             | 2.17.0                                   | Mariuca Galindo                          | CN Barcelona                             | 2.48.5                                   |       |
| XLVII                                                                     | 1956 | Julio Satorre                            | CN Barcelona                             | 2.12.0                                   | Carmen Santamaría                        | CN Barcelona                             | 2.44.0                                   |       |
| XLVIII                                                                    | 1957 | Armando Munté                            | CN Barcelona                             | 2.16.0                                   | Carmen Santamaría                        | CN Barcelona                             | 2.50.0                                   |       |
| XLIX                                                                      | 1958 | Roberto Gallés                           | CN Barcelona                             | 2.16.5                                   | Carmen Santamaría                        | CN Barcelona                             | 2.46.8                                   |       |
| L                                                                         | 1959 | José Estrada                             | CN Barcelona                             | 2.18.3                                   | Rosa M. Montserrat                       | CN Barcelona                             | 3.01.5                                   |       |
|                                                                           | 1960 | Leopold Rodés                            | CN Barcelona                             | 2.16.0                                   | Matilde Cuesta                           | CN Barcelona                             | 3.01.5                                   |       |
|                                                                           | 1961 | Leopold Rodés                            | CN Barcelona                             | 2.13.0                                   | Ana M. Santamaría                        | CN Barcelona                             | 2.46.4                                   |       |
|                                                                           | 1962 | Eric Herbolzheimer                       | CN Barcelona                             | 2.08.5                                   | Mercedes Bel                             | CE Mediterrani                           | 3.11.0                                   |       |
|                                                                           | 1963 | Leopold Rodés                            | CN Barcelona                             | 2.06.8                                   | Ana M. Santamaría                        | CN Barcelona                             | 2.39.0                                   |       |
|                                                                           | 1964 | Manuel Ibern                             | CN Barceloneta                           | 2.13.8                                   | Gretel Schulz                            | CN Barcelona                             | 2.37.5                                   |       |
|                                                                           | 1965 | Jaume Monzó                              | CN Montjuïc                              | 2.08.0                                   | Gretel Schulz                            | CN Barcelona                             | 2.32.6                                   |       |
|                                                                           | 1966 | Antonio Corell                           | CN Barcelona                             | 2.07.5                                   | Hortensia Graupera                       | CN Catalunya                             | 2.33.0                                   |       |
|                                                                           | 1967 | Antonio Corell                           | CN Barcelona                             | 2.04.5                                   | Montserrat Tomás                         | CN Barcelona                             | 2.30.5                                   |       |
|                                                                           | 1968 | Antonio Corell                           | CN Barcelona                             | 2.06.0                                   | Caterina Mayr                            | CN Catalunya                             | 2.37.0                                   |       |
|                                                                           | 1969 | Antonio Corell                           | CN Barcelona                             | 2.08.2                                   | Montserrat Tomás                         | CN Barcelona                             | 2.36.5                                   |       |
|                                                                           | 1970 | Joaquim Rigau                            | CN Barcelona                             | 2.10.0                                   | Cristina Dupláa                          | CN Barcelona                             | 2.46.0                                   |       |
|                                                                           | 1971 | Antonio Corell                           | CN Barcelona                             | 2.12.5                                   | Silvia Carlús                            | CE Mediterrani                           | 3.00.0                                   |       |
|                                                                           | 1972 | Joaquim Rigau                            | CN Barcelona                             | 2.14.3                                   | Georgina Tomás                           | CN Barcelona                             | 2.23.9                                   |       |
|                                                                           | 1973 | Joaquim Rigau                            | CN Barcelona                             | 2.09.5                                   | Georgina Tomás                           | CN Barcelona                             | 2.22.0                                   |       |
|                                                                           | 1974 | Jorge Comas                              | CE Almogàvers                            | 2.10.0                                   | Georgina Tomás                           | CN Barcelona                             | 2.37.0                                   |       |
|                                                                           | 1975 | Gaspar Ventura                           | CN Barcelona                             | 2.17.0                                   | Georgina Tomás                           | CN Barcelona                             | 2.37.0                                   |       |
|                                                                           | 1976 | Gaspar Ventura                           | CN Barcelona                             | 2.17.5                                   | Núria Rodríguez                          | CN Atlètic                               | 3.11.0                                   |       |
|                                                                           | 1977 | Xavier Iborra                            | CN Barcelona                             | 2.13.0                                   | Loli Parés                               | CN Sant Andreu                           | 2.27.0                                   |       |
|                                                                           | 1978 | Antoni Aguilar                           | CN Barcelona                             | 2.09.0                                   | Maria Pilar Barceló                      | CN Barcelona                             | 2.23.0                                   |       |
|                                                                           | 1979 | Marià Rigau                              | CN Barcelona                             | 2.05.0                                   | Maria Pilar Barceló                      | CN Barcelona                             | 2.21.8                                   |       |
|                                                                           | 1980 | Eric Rovira                              | CN Barcelona                             | 2.12.7                                   | Cristina Moliner                         | CN Barcelona                             | 2.33.0                                   |       |
|                                                                           | 1981 | Marià Rigau                              | CN Barcelona                             | 2.15.0                                   | Aintza Serra                             | CN Barcelona                             | 2.29.6                                   |       |
|                                                                           | 1982 | Juan Carlos Arce                         | CN Barcelona                             | 2.14.8                                   | Cristina Moliner                         | CN Barcelona                             | 2.37.4                                   |       |
|                                                                           | 1983 | Antoni Andurell                          | IV Regió Militar                         | 2.15.0                                   | Cristina Vallespir                       | CN Montjuïc                              | 2.21.0                                   |       |
|                                                                           | 1984 | Dani Serra                               | CN Montjuïc                              | 2.08.0                                   | Cristina Vallespir                       | CN Sant Andreu                           | 2.21.2                                   |       |
|                                                                           | 1985 | Sergi López                              | CN Sant Andreu                           | 2.01.7                                   | Cristina Vallespir                       | CN Sant Andreu                           | 2.25.2                                   |       |
|                                                                           | 1986 | Sergi López                              | CN Sant Andreu                           | 2.06.7                                   | Nemèsia Servan                           | CN Sant Andreu                           | 2.23.6                                   |       |
|                                                                           | 1987 | Daniel Esforzado                         | CN Barcelona                             | 2.11.6                                   | Yolanda Salvador                         | CN Montjuïc                              | 2.15.1                                   |       |
|                                                                           | 1988 | David Royo                               | CN Barcelona                             | 2.07.3                                   | Cristina Carro                           | CN L'Hospitalet                          | 2.28.2                                   |       |
|                                                                           | 1989 | Dani Serra                               | CN Catalunya                             | 1.58.9                                   | Núria Castelló                           | CN Gavà                                  | 2.16.0                                   |       |
|                                                                           | 1990 | Marcos A. González                       | CN Barcelona                             | 2.07.0                                   | Esther Coma                              | CN Vic-ETB                               | 2.23.0                                   |       |
|                                                                           | 1991 | Francesc Boira                           | CN Barceloneta                           | 2.18.20                                  | Esther Coma                              | CN Sabadell                              | 2.36.10                                  |       |
|                                                                           | 1992 | David Royo                               | CN Barcelona                             | 1.51.07                                  | Bárbara Bernús                           | CE Mediterrani                           | 2.03.89                                  |       |
|                                                                           | 1993 | Daniel Esforzado                         | CN Catalunya                             | 2.11.00                                  | Consol Isaac                             | CN Catalunya                             | 2.15.30                                  |       |
|                                                                           | 1994 | Carlos Ventosa                           | IV Regió Militar                         | 1.51.05                                  | Sandra Amores                            | CN Montjuïc                              | 2.07.10                                  |       |
|                                                                           | 1995 | David Royo                               | CN Barcelona                             | 1.53.55                                  | Ainhoa Alaba                             | CE Mediterrani                           | 2.15.89                                  |       |
|                                                                           | 1996 | David Royo                               | CN Barcelona                             | 2.25.73                                  | Laura Roca                               | CN Terrasa                               | 2.37.59                                  |       |
|                                                                           | 1997 | David Royo                               | CN Sabadell                              | 2.14.52                                  | Ashley Tappin                            | Universitat de Arizona                   | 2.29.85                                  |       |
|                                                                           | 1998 | David Royo                               | CN Sabadell                              | 2.22.02                                  | Laura Roca                               | CN Terrasa                               | 3.35.24                                  |       |
|                                                                           | 1999 | David Royo                               | CN Sabadell                              | 2.14.00                                  | Laura Roca                               | CN Terrasa                               | 2.31.40                                  |       |
|                                                                           | 2000 | Jordi Carrasco                           | CN Montjuïc                              | 2.14.11                                  | Elisabeth Caner                          | CN Sant Andreu                           | 2.38.88                                  |       |
|                                                                           | 2001 | Jordi Carrasco                           | CN Montjuïc                              | 2.13.41                                  | Esther Nuñez                             | CN Sabadell                              | 2.33.95                                  |       |
|                                                                           | 2002 | Jordi Carrasco                           | CN Atlètic Barceloneta                   | 2.02.75                                  | Esther Nuñez                             | CN Sabadell                              | 2.14.15                                  |       |
|                                                                           | 2003 | Dani Serra                               | CN Catalunya                             | 2.05.34                                  | Esther Nuñez                             | CN Sabadell                              | 2.18.03                                  |       |
|                                                                           | 2004 | Jordi Jou                                | CN Sant Andreu                           | 2.02.39                                  | Esther Nuñez                             | CN Sabadell                              | 2.21.47                                  |       |
|                                                                           | 2005 | Eduard Pérez                             | CN L'Hospitalet                          | 2.19.62                                  | Esther Nuñez                             | CN Sabadell                              | 2.27.61                                  |       |
|                                                                           | 2006 | Dani Serra                               | CN Catalunya                             | 2.16.24                                  | Aina Llop                                | CN Atlètic Barceloneta                   | 2.26.86                                  |       |
|                                                                           | 2007 | Dani Serra                               | CN Catalunya                             | 2.19.62                                  | Aina Llop                                | CN Atlètic Barceloneta                   | 2.33.25                                  |       |
| XCIX                                                                      | 2008 | Francesc Godoy                           | CN Barcelona                             | 2.24.24                                  | Marta Noguera                            | CN Barcelona                             | 2.36.36                                  |       |
| XCIX                                                                      | 2008 | Dani Serra                               | CN Catalunya                             | 2.24.24                                  | Marta Noguera                            | CN Barcelona                             | 2.36.36                                  |       |
| C                                                                         | 2009 | Dani Serra                               | CN Catalunya                             | 2.14.00                                  | Anna Godoy                               | CN Barcelona                             | 2.34.00                                  | [ 4 ] |
| CI                                                                        | 2010 | Eduard Pérez                             | GEiEG                                    | 2.16.37                                  | Marta Mallol                             | CN Sabadell                              | 2.29.77                                  |       |
| CII                                                                       | 2011 | Dani Serra                               | CN Catalunya                             | 2.16.00                                  | Anna Godoy                               | CN Barcelona                             | 2.29.43                                  |       |
| CIII                                                                      | 2012 | Dani Serra                               | CN Catalunya                             | 2.13.00                                  | Anna Godoy                               | CN Barcelona                             | 2.28.00                                  |       |
| CIV                                                                       | 2013 | Dani Serra                               | CN Radikalswim                           | 2.10.00                                  | Aida Bertran                             | CE Mediterrani                           | 2.27.00                                  |       |
| CV                                                                        | 2014 | Guillem Pujol                            | CN Mataró                                | 2.04.00                                  | Aida Bertran                             | CE Mediterrani                           | 2.32.00                                  |       |
| CVI                                                                       | 2015 | Guillem Pujol                            | CN Mataró                                | 2.02.21                                  | Anna Godoy                               | CN Barcelona                             | 2.30.15                                  |       |
| CVII                                                                      | 2016 | Guillem Pujol                            | CN Mataró                                | 2.07.00                                  | Judit Navarro                            | CN Sant Andreu                           | 2.23.00                                  |       |
| CVIII                                                                     | 2017 | Guillem Pujol                            | CN Mataró                                | 2.08.00                                  | Judit Navarro                            | CN Sant Andreu                           | 2.14.00                                  |       |
| CIX                                                                       | 2018 | Guillem Pujol                            | CN Mataró                                | 2.12.00                                  | Laura Rodríguez                          | CN Barcelona                             | 2.36.00                                  |       |
| CX                                                                        | 2019 | Guillem Pujol                            | CN Mataró                                | 2.17.00                                  | Laura Rodríguez                          | CN Barcelona                             | 2.44.00                                  |       |
| CXI                                                                       | 2020 | Guillem Pujol                            | CN Mataró                                | 2.11.00                                  | Laura Rodríguez                          | CN Barcelona                             | 2.38.00                                  |       |
| CXII                                                                      | 2021 | Guillem Pujol                            | CN Mataró                                | 2.03.00                                  | Laura Rodríguez                          | CN Barcelona                             | 2.22.00                                  |       |
| CXIII                                                                     | 2022 | Guillem Pujol                            | CN Mataró                                | 1.53.00                                  | Aida Bertran                             | CE Mediterrani                           | 2.16.00                                  | [ 7 ] |
| CXIV                                                                      | 2023 | Guillem Pujol                            | CN Mataró                                | 2.05.00                                  | Jimena Perez                             | CN Barcelona                             | 2.17.00                                  | [ 8 ] |

Font: CN Barcelona